# Manuella Maury
Pour les articles homonymes, voir Maury.
Manuella Maury, née le 8 janvier 1971 à Mase dans le canton du Valais, est une journaliste, présentatrice et auteure suisse.

## Biographie
Documentaliste de métier, elle fait des études de journalisme puis débute à la radio (Rhône FM et Radio Suisse Romande, où elle animera notamment les Matinales de la 1re (5 h-7 h). En 1997, elle rejoint la TSR où elle co-oanime diverses émissions notamment Passe-moi les jumelles dont laquelle elle réalise certains reportages. Elle anime également une émission de débat sur Canal 9 (la télé locale du Valais).
En 2005, elle lance sa première émission À côté de la plaque où elle s'entretient dans une cuisine avec des personnalités tout en préparant des repas avec elles. Les recettes effectuées lors de cette émission ont été regroupées dans un livre À côté de la plaque : Recettes & confidences.
En 2007, elle conçoit et anime Tête en l'air une émission où elle reçoit dans son village d'origine à Mase dans le Val d'Hérens, un invité francophone pendant vingt-quatre heures, en se promenant dans le village ou autour d'une table dans le café familial.
En 2008, elle publie D'une voyelle à un voyou coécrit avec le comédien Thierry Meury et illustré par l'architecte Nathalie Thibodeau. Cet ouvrage est construit comme un dialogue entre elle (fleur bleu) et Thierry Meury (le vrai macho, misogyne).
Entre 2009 et 2011, elle anime Le Passager, une émission diffusée le vendredi soir sur la TSR, dans laquelle elle interview et brosse le portrait d'une personnalité lors d'un voyage en train.
Dès septembre 2020, elle lance une nouvelle émission Alice s'émerveille. Diffusée tous les dimanches sur la Radio Suisse Romande, elle reçoit des personnalités littéraires qui acceptent de mettre quelques livres dans leur sac à dos et de se laisser guider vers un monde imaginaire, marchant d'un extrait poétique à un essai, d'un roman pour adulte à un livre pour enfant, d'une biographie à un livre de voyage.

## Télévision

### En tant que productrice
- 2005 : À côté de la plaque
- 2007 : Tête en l'air
- 2009 : Le Passager

### En tant qu'actrice
- 2011 : La Guerre des Romands (Les Valaisans dans l'Espace)

## Radio
- 2020 : Porte-plume
- 2020 : Alice s'émerveille
- 2023 : J'veux du soleil
- 2024 : Que le monde est vaste !